# Echinotheridion otlum
Echinotheridion otlum là một loài nhện trong họ Theridiidae.
Loài này thuộc chi Echinotheridion. Echinotheridion otlum được Herbert Walter Levi miêu tả năm 1963.